# Tương Châu (địa danh cổ)
Tương Châu là tên gọi của một trong hai khu hành chính cổ đại tại Trung Quốc trong thời kỳ phong kiến.
- Khoảng giữa niên hiệu Hiếu Xương (525-527), Bắc Ngụy Hiếu Minh Đế thiết lập Tương Châu, trị sở đặt tại huyện Bắc Bình (nay là khu vực phía đông nam huyện Phương Thành tỉnh Hà Nam, Trung Quốc. Địa giới Tương Châu tương đương với khu vực bao gồm các huyện Vũ Dương, Phương Thành tỉnh Hà Nam cùng phía bắc huyện Bí Dương, phía nam huyện Diệp. Thời Bắc Tề chuyển trị sở tới huyện Diệp (nay là phía nam huyện Diệp tỉnh Hà Nam). Tới thời Bắc Chu thì phế bỏ. Chu thư - Văn Đế kỷ có chép: Năm Tây Ngụy Đại Thống thứ 12 (546), "Đông Ngụy khiển kì tướng Hầu Cảnh xâm Tương Châu" là nói tới địa danh này.
- Tây Ngụy Cung Đế (554-556) đổi tên Úng Châu (雍州, tại Việt Nam quen gọi là Ung Châu, nhưng Ung Châu (邕州) là tên gọi cổ của Nam Ninh) thành Tương Châu, trị sở đặt tại huyện Tương Dương (nay là phần nằm ở phía nam sông Hán Thủy của địa cấp thị Tương Dương, tức phần thuộc thành cổ Tương Dương). Địa giới của Tương Châu vào thời nhà Đường tương đương với khu vực ngày nay bao gồm Tương Dương, Cốc Thành, Đan Giang Khẩu, Nam Chương, Nghi Thành. Năm Tuyên Hòa thứ 1 (1119) nhà Tống nâng cấp lên thành phủ Tương Dương. Thời kỳ đầu nhà Đường nơi đặt trị sở của thái phóng sứ Sơn Nam Đông đạo; thời kỳ sau là nơi đặt trị sở của tiết độ sứ. Thời nhà Tống thuộc về Kinh Tây Nam lộ trì.
- Biệt danh của Tương Mô quốc (tức tỉnh Sagami) - 1 địa phương cổ của Nhật Bản